# Snellius (Schiff)
Die Snellius (Kennung: A 802) ist eines von zwei hydrografischen Vermessungsschiffen der Königlich Niederländischen Marine und Typschiff der gleichnamigen Schiffsklasse. Sie wurde im Juni 2002 auf der königlichen Schelde-Werft in Vlissingen in den Niederlanden auf Kiel gelegt. Der Stapellauf erfolgte im April 2003, die Indienststellung im Dezember 2003. Die Snellius ist in Den Helder stationiert.
Das Schwesterschiff ist die Luymes.

## Name
Die Snellius wurde nach dem niederländischen Astronomen und Mathematiker Willebrord van Roijen Snell (* 1580 in Leiden, Niederlande; † 30. Oktober 1626), auch bekannt als Snell van Royen oder Snellius, benannt.

## Aufgaben
Die Hauptaufgaben sind sowohl die militärische wie auch zivile maritime Kartografie, die Meerestiefenmessung und die Suche nach Unterwasserhindernissen in der Nordsee, den Gewässern der Niederländischen Antillen und um Aruba.
Zu den Einsatzbereichen gehören auch die Ozeanografie und Meteorologie. Dafür kann zusätzliche wissenschaftliche Ausrüstung an Bord untergebracht werden. Da die niederländische Küstenwache über keine eigenen Schiffe verfügt, wird die Snellius auch für den Fischereischutz, die Küstenüberwachung, Suche und Rettung in Luft- und Seenotfällen, im Umweltschutz und in der Katastrophenbekämpfung eingesetzt. Für die letzten beiden Aufgaben ist das Schiff mit einer Schlauchbarriere ausgerüstet.

## Technische Daten

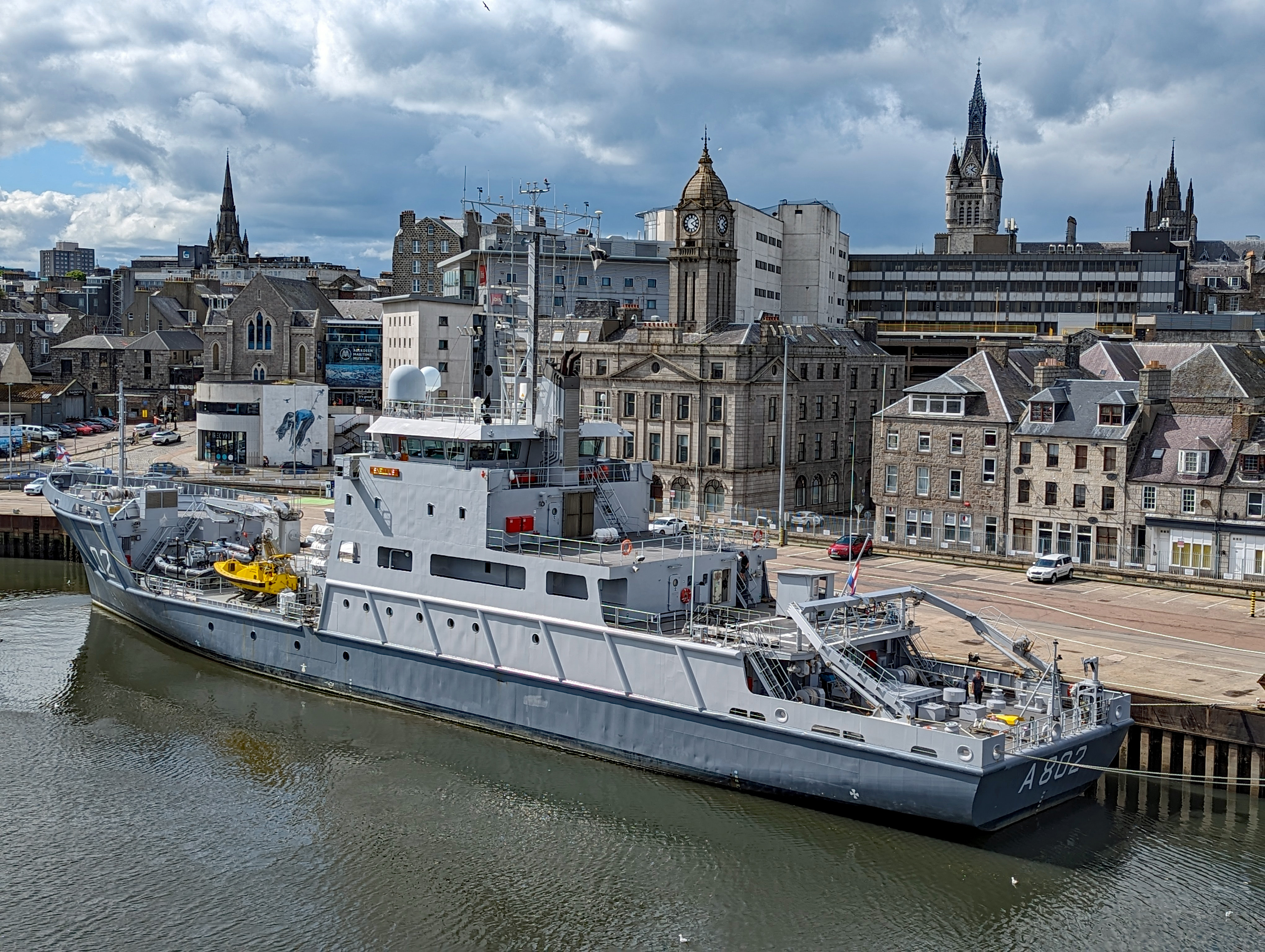
Die Snellius im Hafen von Aberdeen

### Allgemeine Daten
- Länge: 81,42 m
- Breite: 13,10 m
- Tiefgang: 4,00 m
- Verdrängung: 1.875 t
- Geschwindigkeit: 12,5 kn (Vermessung 4–8 kn / Sonar 0–2 kn)
- Reichweite: 4300 NM bei 12,5 kn
- Besatzung: 18 Mann (Unterbringungsmöglichkeiten für bis zu 42 Personen)

### Antrieb
- Diesel-elektrisch
  - 3 × Dieselgeneratoren (jeweils 700 kW)
  - 2 × elektrische Antriebsmotoren (jeweils 575 kW)
- 1 × Propeller mit fester Steigung
- 1 × Bugstrahlruder

### Hydrographische Sensoren
- Hydrografisches Echolot Kongsberg EA 600
- Kongsberg Maritime Fächerlot EM3000D
- MVP-100 Moving Vessel Profiler für CTD-, Schallgeschwindigkeits- oder Profilmessungen vom fahrenden Schiff aus
- Octans II MRU Bewegungsensor zur Ermittlung von Kurs, Roll-, Hub- und Stampfbewegungen des Schiffes
- Klein 5500 Seitensichtsonar
- Rumpfmontiertes Sonar
- Magnetometer MM Seaspy
- Ultra-short baseline (USBL) Unterwassernavigationssystem

### Navigations- und Vermessungssystem
- UniMACS® 3000 Integrated Bridge System
- Thales Aquarius II GPS-System
- LORAN-C-System
- Automatisches Identifikationssystem (AIS)
- QINSy Vermessungssoftware für das EM3000D Fächerlot
- ISIS Datenerfassungs- und Verarbeitungssoftware für das Klein 5500 Side-Scan-Sonar
- Elektronisches Kartendarstellungs- und Informationssystem (ECDIS)
- Conning Display
- Navigationsradar
- Kompass
- Meteorologische Systeme

## Galerie

Snellius
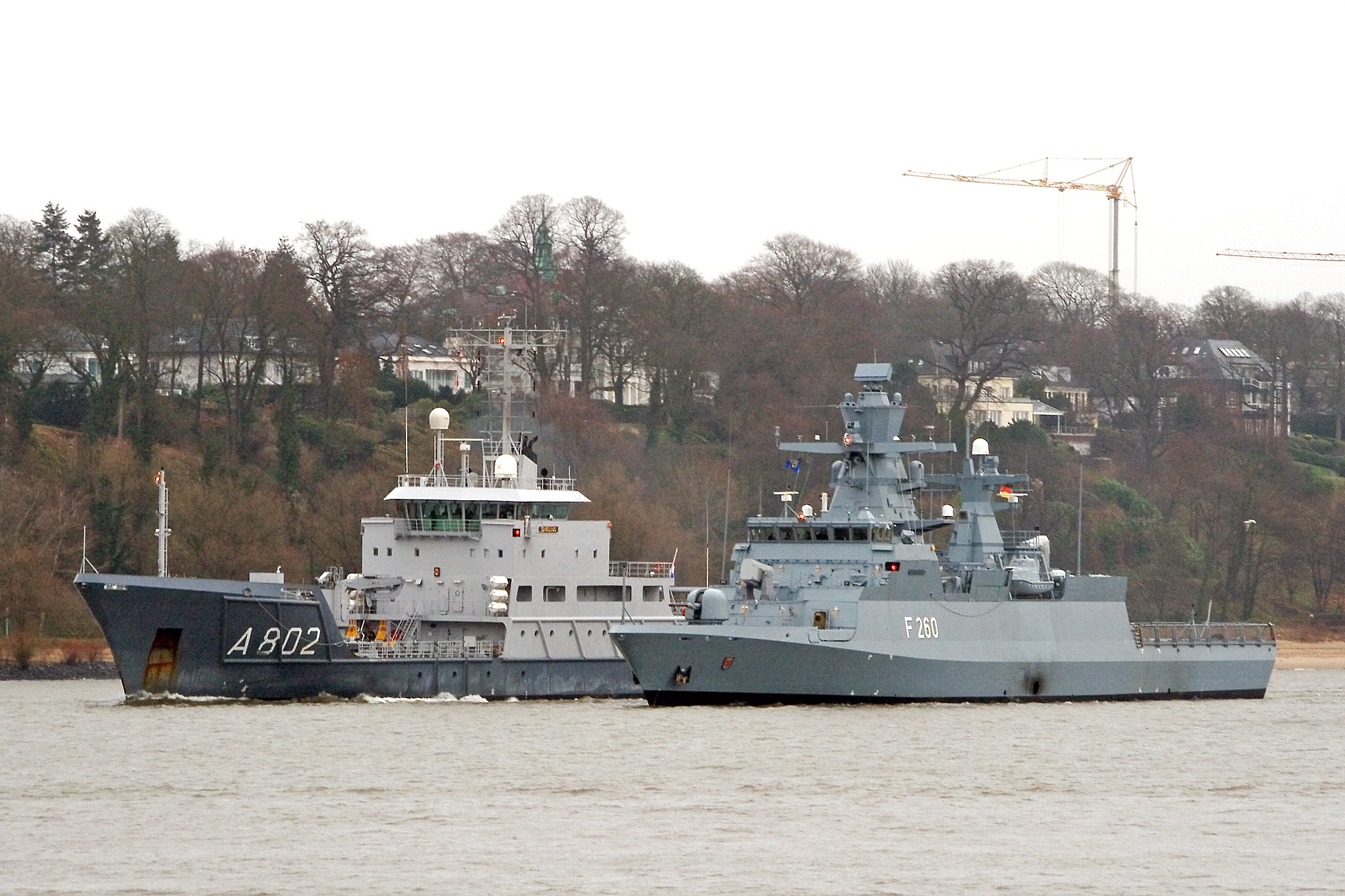
Die Snellius und die Korvette Braunschweig laufen gemeinsam aus dem Hamburger Hafen aus.
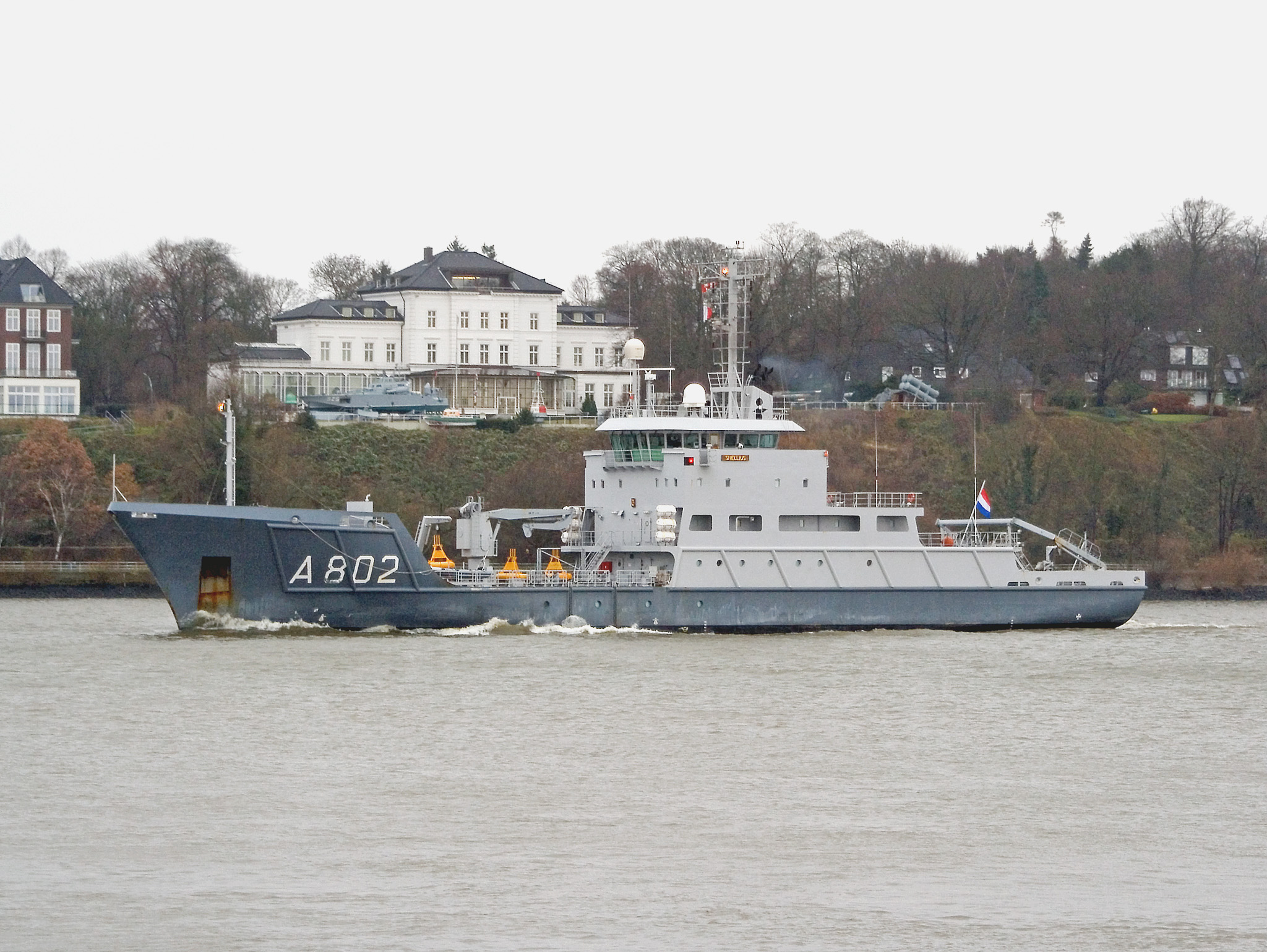
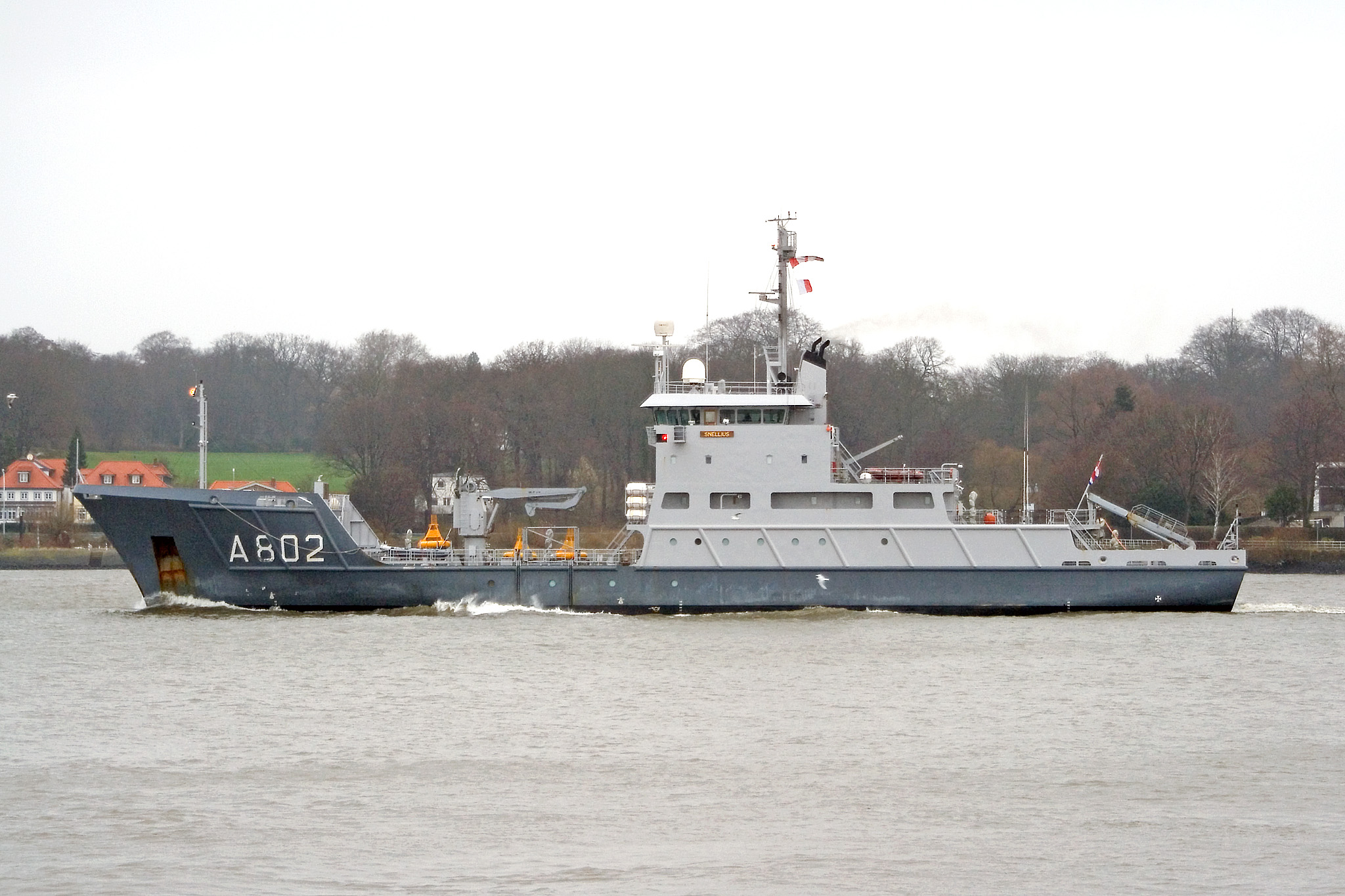
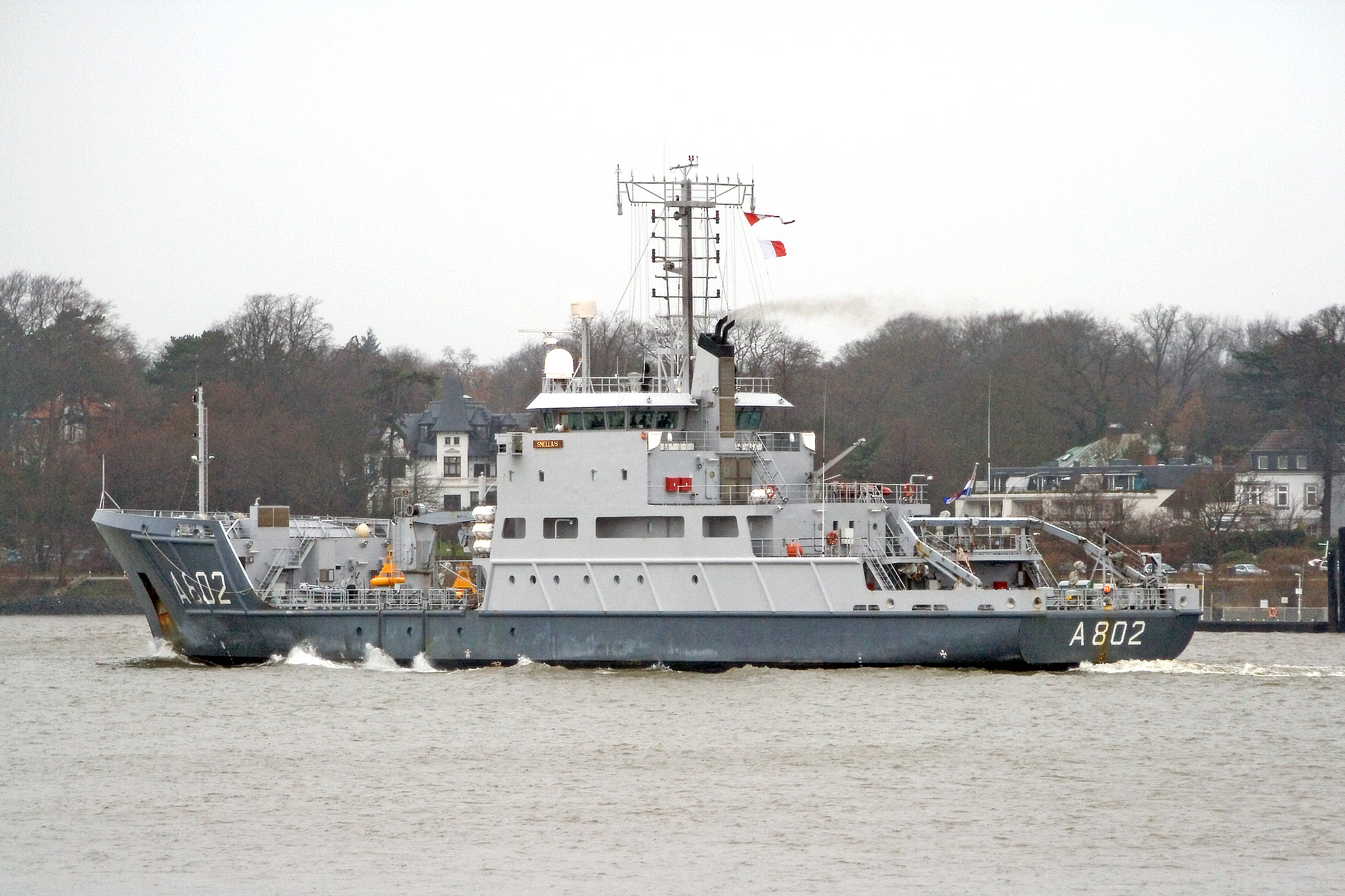